# Julie-Marie Parmentier
Julie-Marie Parmentier, född 13 juni 1981 i Saint-Quentin, Hauts-de-France, är en fransk skådespelerska.

## Roller i urval
- 2000 – Den lugna staden
- 2000 – Les Blessures assassines
- 2002 – Marie-Jo och hennes två älskare
- 2011 – Snön på Kilimanjaro
- 2012 – Les Adieux à la reine
- 2016 – Les Visiteurs: La Révolution